# Фильм Паттерсона — Гимлина
Фильм Паттерсона — Гимлина (также известный как фильм Паттерсона или PGF, от Patterson-Gimlin film) — американский короткометражный любительский фильм, снятый в 1967 году в Северной Калифорнии охотниками за снежным человеком Роджером Паттерсоном и Бобом Гимлином и изображающий неизвестное существо, которое, по утверждению авторов фильма, было самкой бигфута. С того времени предпринимались многочисленные попытки установить или опровергнуть его подлинность. По ряду свидетельств является мистификацией и розыгрышем.
Видеозапись была снята рядом с Блафф-Крик, притоком реки Кламат, примерно в 40 километрах от дороги для лесозаготовок к северо-западу от Орлеана, штат Калифорния, в округе Дел-Норт, в национальном лесу Сикс-Риверс. Фильм был снят примерно в 60 километрах к югу от штата Орегон и в 30 километрах к востоку от Тихого океана. В течение десятилетий точное местоположение установить не удавалось, прежде всего из-за повторного роста растительности в русле ручья после наводнения 1964 года. Место вновь было открыто только в 2011 году.
Создатели фильма Роджер Паттерсон (14 февраля 1933 — 15 января 1972) и Роберт «Боб» Гимлин (родился 18 октября 1931) различно комментировали фильм. Паттерсон умер от рака в 1972 году и «до самого конца утверждал, что существо на плёнке было настоящим». Гимлин всегда отрицал свою причастность к совместной с Паттерсоном мистификации. Гимлин в основном избегал публичного обсуждения этой темы, по крайней мере, с начала 1970-х годов до примерно 2005 года (за исключением трёх выступлений), когда он начал давать интервью и появляться на конференциях, посвящённых бигфуту.
Длина данного отрывка плёнки составляет 7,27 метров (ему предшествует 23,21 метра отснятого материала), фильм состоит из 954 кадров и его продолжительность составляет 59,5 секунд со скоростью 16 кадров в секунду. Если фильм был снят со скоростью 18 кадров в секунду, как полагает криптозоолог Гровер Кранц, то его длительность составляет 53 секунды. По словам авторов фильма, он был снят 20 октября 1967 года, хотя некоторые критики считают, что фильм был снят раньше.

## Предыстория
Роджер Паттерсон заинтересовался снежным человеком, прочитав статью Айвена Сандерсона об этом существе в журнале True в декабре 1959 года. В 1961 году Сандерсон выпустил энциклопедию «Ужасные снежные люди: Легенды оживают» (англ. Abominable Snowmen: Legend Come to Life) — обзор рассказов со всего мира о существах типа бигфута, где описывались в частности недавние находки следов в районе Блафф-Крик, что усилило интерес Паттерсона. По словам писательницы Мариан Т. Плейс:
В 1962 году он посетил Блафф-Крик и пообщался с целым рядом людей, верящих в существование бигфута. В 1964 году он вернулся и встретился с лесорубом Пэтом Грейвсом, который отвёз его в Лэрд Медоу. Там Паттерсон увидел свежие следы — для него это был почти невыносимо волнующий, леденящий кровь опыт. Каким грандиозным подвигом — каким научным прорывом — было бы, если бы он смог получить неопровержимые доказательства того, что эти следы — не работа шутника, а настоящие следы доселе неизвестного существа! Если бы ему это удалось, он стал бы знаменитым! И богатым! Увы, слава и богатство не пришли ни в том году, ни в следующем, ни в следующем. Паттерсон потратил тысячи часов и долларов на прочёсывание территории бигфута и сасквоча. Он боролся с постоянными насмешками и нехваткой средств… Он основал… Северо-западный исследовательский фонд. Через него он собирал средства… Результат был обнадёживающим и позволил ему возглавить несколько экспедиций… В 1966 году он за свой счёт опубликовал книгу в мягкой обложке… Он добавил доходы от её продажи и своих лекций в поисковый фонд. По мере того как каждый поход в дикую природу не приводил к поимке чудовища, один за другим отпадали искатели острых ощущений. Но Паттерсон никогда не сдавался.Оригинальный текст (англ.)In 1962 he visited Bluff Creek and talked with a whole host of Bigfoot-believers. In 1964 he returned and met a timber-cruiser named Pat Graves, who drove him to Laird Meadows. There Patterson saw fresh tracks—for him an almost unbearably exciting, spine-chilling experience. What a tremendous feat it would be—what a scientific breakthrough—if he could obtain unshakable evidence that these tracks were not the work of a prankster, but the actual mark of a hitherto unknown creature! If he succeeded, he would be famous! And rich! Alas, fame and fortune were not gained that year, nor the next, nor the next. Patterson invested thousands of hours and dollars combing Bigfoot and Sasquatch territory. He fought constant ridicule and a shortage of funds… he founded… the Northwest Research Foundation. Through it he solicited funds… The response was encouraging and enabled him to lead several expeditions… In 1966 he published a paperback book at his own expense… He added the income from its sales and his lectures to the search fund. As each wilderness jaunt failed to see or capture the monster, one by one the thrill-seekers dropped out. But Patterson never gave up.
В 1966 году Паттерсон самостоятельно издал книгу «Действительно ли существуют ужасные снежные люди Америки?» (англ. Do Abominable Snowmen of America Real Exist?). Книга была охарактеризована как «не более чем коллекция газетных вырезок, переплетённых с прозой Паттерсона в стиле циркового плаката». Однако, она содержит 20 страниц ранее неопубликованных интервью и писем, 17 рисунков Паттерсона о встречах, описанных в тексте, пять нарисованных от руки карт (что редко встречается в последующих книгах о бигфуте), и почти 20 фотографий и иллюстраций из работ других авторов. Книга была впервые переиздана в 1996 году Крисом Мёрфи, затем снова переиздана Мёрфи в 2005 году под названием «Противоречия фильма о бигфуте» (англ. The Bigfoot Film Controversy) с 81 страницей дополнительных материалов.  
В мае-июне 1967 года Паттерсон начал снимать документальный фильм о том, как ковбои под руководством старого шахтёра и мудрого индейского следопыта отправляются на поиски бигфута. По сюжету сам Паттерсон, его индейский проводник (Роберт Гимлин в парике) и ковбои должны были вспоминать истории Фреда Бека (например, инцидент в Каньоне Обезьян 1924 года, где шахтёры якобы подверглись нападению нескольких бигфутов) и других, когда они выслеживали зверя на лошадях. В качестве актёров и оператора Паттерсон задействовал как минимум девять знакомых добровольцев, включая Гимлина и Боба Хейронимуса. Съёмки проходили в течение трёх дней, возможно, в выходные дня поминовения.
До съёмок в октябре 1967 года Паттерсон, посещал Лос-Анджелес несколько раз. В 1964 году Паттерсон поехал в Голливуд и посетил автора песен в стиле рокабилли и гитариста Джерри Ли Мерритта, уроженца Якимы. Он пытался продать своё изобретение — игрушку-обруч. В 1966 году он снова посетил Мерритта и всё ещё пытался продать это изобретение. Вскоре Мерритт переехал обратно в Якиму и стал соседом Паттерсона, а затем его коллегой в работе над документальным фильмом о бигфуте. Позже в 1966 году Паттерсон и Мерритт поехали в Калифорнию с несколькими целями. Паттерсон обратился за помощью к звезде ковбойского кино Рою Роджерсу. Он пытался продать своих пони и повозку в Диснейленд или на ферму Knott's Berry Farm. Летом 1967 года, очевидно, получив от Рэдфордов 700 долларов и сняв часть документального фильма, они безуспешно пытались привлечь инвесторов для дальнейшего финансирования его фильма о бигфуте. Они защитили авторские права или запатентовали термин «Bigfoot».
И Паттерсон, и Гимлин были наездниками на родео и боксерами-любителями, а также местными чемпионами в своих весовых категориях. Паттерсон играл в футбол в средней школе. В октябре 1967 года Паттерсон и его друг Гимлин отправились в Национальный лес Шести рек в Северной Калифорнии. Они ехали в грузовике Гимлина, который вёз его провизию и трёх лошадей. Паттерсон выбрал эту местность для съёмок из-за периодических сообщений об этих существах в прошлом и их огромных следов, которые находили с 1958 года. Возможно, сыграло роль и его знакомство с местностью и её жителями, полученное в ходе предыдущих визитов. Самым последним из этих сообщений была находка следа на горе Блю-Крик, которая была исследована журналистом Джоном Грином, охотником за снежным человеком Рене Дахинденом и археологом Доном Эбботом 28 августа 1967 года и позже. Об этой находке Паттерсону (через его жену) вскоре после этого сообщил Эл Ходжсон, владелец магазина Willow Creek. Хотя Гимлин говорит, что сомневался в существовании подобных снежному человеку существ, он согласился с настойчивыми требованиями Паттерсона не пытаться подстрелить одного из них.

## Встреча
По рассказам Паттерсона и Гимлина, ранним днем в пятницу, 20 октября 1967 года, они ехали на лошадях в северо-восточном направлении (вверх по течению) вдоль восточного берега Блафф-Крик. Примерно между 13:15 и 13:40 они «подъехали к перевёрнутому дереву с большой корневой системой на повороте ручья, высотой почти с комнату». Когда они обогнули его, «там был затор — „воронье гнездо“, оставшееся после наводнения 64-го года», и почти одновременно они заметили фигуру за ним. Она либо «присела у ручья слева от них», либо «стояла» там, на противоположном берегу. Позднее Гимлин утверждал, что был в легком шоковом состоянии после того, как только увидел фигуру. Паттерсон первоначально оценил его рост от 6 футов 6 дюймов (1,98 м) до 7 футов (2,1 м), а позже повысил оценку до 7 футов 6 дюймов (2,29 м). Некоторые более поздние аналитики, в том числе антрополог Гровер Кранц, писали, что более поздняя оценка Паттерсона была примерно на 1 фут (0,30 м) выше. Оценка Гимлина составляла 6 футов (1,8 м).
В фильме показана большая, волосатая, двуногая, похожая на обезьяну фигура с короткими, «серебристо-коричневыми» или «тёмно-красновато-коричневыми» или «чёрными» волосами, покрывающими большую часть тела, включая заметную грудь, как утверждают Паттерсон и Гимлин. Фигура, показанная в фильме, в целом соответствует описаниям бигфута, которые дают другие люди, утверждающие, что видели его. По оценкам Паттерсона, он находился на расстоянии около 25 футов (7,6 м) от существа, когда оно было ближе всего. Паттерсон сказал, что его лошадь встала на дыбы, почувствовав фигуру, и он потратил около 20 секунд на то, чтобы выбраться из седла, успокоить лошадь, перебраться на другую сторону и достать фотоаппарат из седельной сумки, прежде чем смог побежать к фигуре, снимая происходящее на камеру. Он крикнул Гимлину «Прикрой меня», намереваясь достать пистолет. Гимлин пересек ручей на лошади после того, как Паттерсон скрылся вдалеке; Гимлин проехал по тропе немного левее Паттерсона и немного дальше его позиции. По оценкам Паттерсона, он приблизился к «Пэтти» (как позже они называли существо) на расстояние 60—90 футов (18—27 м). Затем, держа винтовку в руках, он сошёл с лошади, но не стал направлять винтовку на существо.
Фигура удалилась от них на расстояние около 120 футов (37 м), прежде чем Паттерсон начал бежать за ней. Получившаяся пленка (длительностью около 59,5 секунды при 16 кадрах в секунду) сначала была довольно трясущейся, пока Паттерсон не удалился от фигуры на расстояние около 80 футов (24 м). В этот момент фигура оглянулась на мужчин через правое плечо, и Паттерсон упал на колени; на карте Кранца это соответствует 264 кадру. Позже, в беседе с исследователем Джоном Грином, Паттерсон утверждал, что лица существа выражало «презрение и отвращение… Знаете, как это бывает, когда судья говорит вам: „Ещё одно слово и вы выбываете из игры“. Вот как оно выглядело». Вскоре после этого начинается устойчивая средняя часть фильма, содержащая знаменитый кадр 352 с оглядкой назад. По словам Паттерсона, «оно повернулось в общей сложности, кажется, три раза», то есть до начала съёмок и/или когда он бежал, сняв палец с затвора. Вскоре после того, как существо оглянулось через плечо, оно на 14 секунд исчезло за рощей деревьев, затем вновь появилось в последние 15 секунд фильма после того, как Паттерсон переместился на 10 футов (3 м) к лучшей точке обзора, снова скрылось за деревьями и пропало из виду на расстоянии 265 футов (81 м), когда закончилась плёнка на катушке. Гимлин снова сел на лошадь и следовал за ним, держась на расстоянии, пока оно не исчезло за поворотом дороги в трехстах ярдах (270 м) от него. В этот момент Паттерсон позвал Гимлина обратно, чувствуя себя уязвимым без лошади и винтовки, поскольку опасался, что может появиться товарищ этого существа. Вся встреча длилась менее двух минут.
Затем Гимлин и Паттерсон забрали лошадей Паттерсона, которые перед началом съёмок убежали в противоположном направлении, вниз по течению. Паттерсон достал из седельной сумки вторую катушку плёнки и заснял следы. Затем мужчины прошли по следу «Пэтти» расстояние в одну милю (1,6 км) либо в три мили (4,8 км), но «потеряли её в густом подлеске». После этого они отправились в свой лагерь, расположенный в трёх милях (4,8 км) к югу, набрали гипса, вернулись на место, измерили длину шага существа и сделали два гипсовых слепка, по одному из правого и левого отпечатков, выбрав следы лучшего качества.

### Подробности
По словам Паттерсона и Гимлина, они были единственными участниками короткой встречи с тем, что, по их утверждению, было сасквочем. В целом их показания совпадают, но автор Грег Лонг отмечает ряд несоответствий. Они предложили несколько разные последовательности в описании того, как они и лошади отреагировали на появление существа. В частности, Паттерсон в последующих рассказах о встрече заявлял о больших размерах существа, чем оценивал его вначале. В другом контексте, утверждает Лонг, эти расхождения, вероятно, считались бы незначительными, но, учитывая экстраординарные заявления Паттерсона и Гимлина, любые очевидные разногласия в их восприятии или памяти заслуживают внимания.
Сторонники подлинности фильма утверждают, что коммерчески мотивированные мистификаторы должны были заранее согласовать свои слова, чтобы не расходиться во мнениях сразу после интервью, причём по многим пунктам, и не создавали бы костюм и существо, обладающее нежелательными характеристиками и поведением.
Более серьёзное возражение касается «временных рамок» проявки плёнки. Насколько известно, проявить пленку Kodachrome II можно было только в лаборатории с аппаратом стоимостью более 60 000 долларов, а те немногие лаборатории на Западном побережье, которые располагали таким аппаратом, не занимались проявкой по выходным. Зять Паттерсона Эл ДеАтли утверждает, что не помнит, куда он отнёс плёнку для проявки и где её забрал.
Критики утверждают, что между началом съёмок (не ранее 13:15) и прибытием режиссёров в Виллоу Крик (не позднее 18:30) произошло слишком много событий. Дэглинг пишет: «Все проблемы с хронологией исчезают, если фильм снят за несколько дней или часов до этого. Если это так, то остаётся только гадать, какие ещё детали этой истории неверны». Сторонники подлинности возражают, что, хотя временной промежуток был ограничен, он был выполним.
Крис Мерфи написал: «Я уточнил у Боба Гимлина, что Паттерсон определённо ездил на маленькой лошадке породы квотер (которая принадлежала ему), а не на своем валлийском пони „Арахисе“. Кроме того, Паттерсон договорился одолжить у Боба Хейронимуса лошадь по кличке „Чико“, чтобы Гимлин мог ею воспользоваться… У Гимлина не было подходящей (достаточного возраста) лошади для экспедиции». Хейронимус заявил, что «Чико» (мерин средних лет) «не скачет и не брыкается…».

## События сразу после встречи
Примерно в 18:30 Паттерсон и Гимлин встретились с Элом Ходжсоном у его магазина в Уиллоу-Крик, примерно в 54,3 мили (87,4 км) к югу по дороге, около 28,8 мили (46,3 км) по Блафф-Крик-роуд от их лагеря и в 25,5 мили (41 км) по 96-му шоссе штата Калифорния до Уиллоу-Крик. Паттерсон намеревался доехать до Юрики, чтобы отправить свой фильм. Либо в это время, либо когда он прибыл в район Юрики/Аркейты, он позвонил Элу ДеАтли (своему шурину в Якиме) и сказал, чтобы тот ожидал плёнку, которую он отправляет. Он попросил Ходжсона позвонить Дональду Эбботту, которого Гровер Кранц назвал «единственным учёным, проявившим серьёзный интерес к теме [бигфута]», в надежде, что тот поможет им в поисках существа, взяв с собой собаку-ищейку. Ходжсон позвонил, но Эбботт отказался. Кранц утверждал, что этот звонок в тот же день, когда произошла встреча, свидетельствует против мистификации, по крайней мере со стороны Паттерсона.
Отправив плёнку, они направились обратно в свой лагерь, где оставили лошадей. По пути они «остановились на станции „рейнджеров Нижней Троицы“, как и планировали, и прибыли около 21:00. Здесь они встретились с Силом Маккоем [ещё одним другом] и Элом Ходжсоном». В этот момент Паттерсон позвонил в ежедневную газету Times-Standard в Юрике и рассказал свою историю. Они прибыли обратно в свой лагерь около полуночи. В 5:00 или 5:30 следующего утра, после того как начался сильный дождь, Гимлин вернулся из лагеря на место съёмок и накрыл остальные отпечатки ног существа корой, чтобы защитить их. Картонные коробки, которые ему дал для этой цели Эл Ходжсон и которые он оставил на улице, настолько промокли, что были бесполезны, и он оставил их.
Вернувшись в лагерь, они с Паттерсоном отказались от своего плана продолжить поиски улик и отправились домой, опасаясь, что дождь размоет их путь. Попытавшись выехать по «низкой дороге» Блафф-Крик-роуд и обнаружив, что она заблокирована оползнем, они поехали по крутой дороге Онион-Маунтин-роуд, с обочины которой соскользнул их грузовик; для его извлечения пришлось (без разрешения) позаимствовать у кого-то из местных фронтальный погрузчик. Расстояние от кемпинга до дома составило около 580 миль (930 км): сначала 28,8 мили (46,3 км) по низкоскоростной лесовозной дороге, а затем около 110 миль (180 км) по извилистому 96-му шоссе. Водителю грузовика с тремя лошадьми и с учетом периодических остановок потребовалось бы 13 часов, чтобы добраться до дома в субботу вечером при средней скорости 45 миль в час (72 км/ч); при средней скорости 40 миль в час (64 км/ч) на это ушло бы 14,5 часа.
Лайл Лаверти из Лесной службы США сказал: «Я [и его команда из трёх человек на джипе] проезжал мимо этого места либо в четверг 19-го, либо в пятницу 20-го» и не заметил никаких следов. Прочитав в выходные дни новости о встрече Паттерсона, Лаверти и его команда вернулись на место в понедельник, 23-го, и сделали шесть фотографий следов. Позже Лаверти занимал пост помощника министра внутренних дел при Джордже Буше-младшем. Таксидермист и любитель активного отдыха Роберт Титмус отправился на место со своей сестрой и шурином девять дней спустя. Титмус сделал гипсовые слепки с десяти последовательных отпечатков существа и нанёс на карту перемещения Паттерсона и существа.

## Дальнейшие события

### Связанные с фильмом
Гровер Кранц пишет, что «Паттерсон как можно скорее проявил плёнку. Сначала он думал, что получил доказательство существования бигфута, и действительно ожидал, что учёные примут его. Но лишь немногие учёные были готовы даже взглянуть на фильм», причём обычно это происходило на демонстрациях в научных организациях. Обычно они организовывались по указанию зоолога, писателя и медийного деятеля Айвена Сандерсона, сторонника фильма Паттерсона. Было проведено семь показов: в Ванкувере, Манхэттене, Бронксе, Вашингтоне, Атланте и снова в Вашингтоне (всё к концу 1968 года), а затем, позже, в Бивертоне, штат Орегон. Из тех, кто откликнулся, большинство высказались с различными оговорками, хотя некоторые были готовы сказать, что видео их заинтриговало.

## Мнения и критика

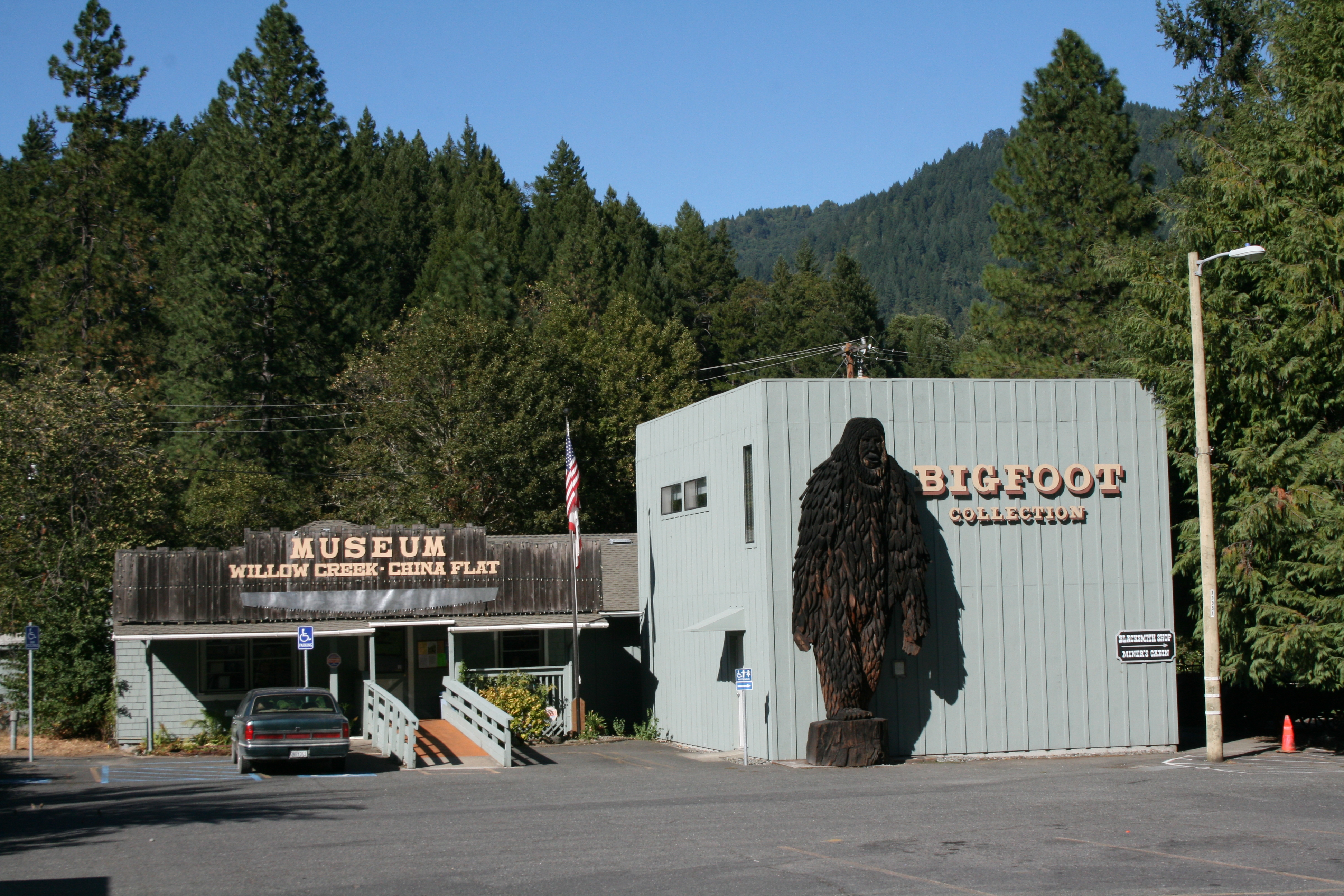
Музей бигфута, Уиллоу-Крик, Калифорния, примерно в 50 милях к югу от места, где был снят фильм Паттерсона — Гимлина. Уиллоу-Крик называет себя мировой столицей бигфута

По утверждению сотрудников Североамериканского научного института, их учреждение потратило более 100 тысяч долларов с целью доказать, что в фильме показан реальный снежный человек.
Голливудский режиссёр Джон Лендис утверждал, что фильм демонстрирует человека в костюме, созданном Джоном Чемберсом, который помогал создавать костюмы для фильма «Планета обезьян» 1968 года. Эту информацию подтвердил Говард Бергер, сотрудник голливудской KNB Effects Group. По его словам, в среде работников киноиндустрии общеизвестным является факт, что снежный человек стал объектом «всемирного культа» именно благодаря мистификации Чемберса. Марк Червинский утверждал, что Чемберс также принимал участие и в другой мистификации, получившей название Бербанский снежный человек. Однако, в интервью Бобби Шорту Чемберс отрицал свое участие в постановке Паттерсона. Он заявил, что слух о нём как о создателе костюма снежного человека был запущен Лендисом.
Антропологи Дэвид Дэглинг и Дэниэл Шмитт считали, что нельзя с полной уверенностью идентифицировать субъекта, который изображён в фильме. Их аргументы акцентируются в первую очередь на неопределённости снятого субъекта и положения камеры. По их мнению, человек может воспроизвести походку, скорость и большие шаги, как у фигуры на плёнке.
По утверждениям Майкла Уоллеса, фильм является следствием розыгрыша, запущенного в августе 1958 года его отцом, мистификатором Рэем Уоллесом. Вскоре после смерти Рэя, Майклом были раскрыты детали этой мистификации, что широко освещала пресса. Другом Рэя были вырезаны для него 40-сантиметровые следы ног, которые Рэй прикреплял ремнями на свои ступни и оставлял на земле отпечатки. Уоллес владел строительной компании, в то время строившей лесовозные дороги. В округе Гумбольдт (Калифорния) им были оставлены отпечатки гигантских следов рядом с одним из бульдозеров. Бульдозерист Джерри Крю сообщил об этих следах в газету Humboldt Times, уже на следующий день вынесшую сообщение о «бигфуте» на первую свою страницу. Это создало легенду. Однако 71-летний Джон Омен, бывший лесоруб, утверждал, что Уоллес делал гигантские следы с целью отпугнуть воров и хулиганов, угрожавших его технике. Мистификацией деятельность Рэя стала, когда он обратил внимание на поднятый им переполох. В последующие годы Рэем Уоллесом было выпущено большое количество аудиозаписей, фильмов и фотографий на тему снежного человека. Он публиковал в газете объявление, в котором предлагал заплатить миллион долларов за детеныша снежного человека. Он напечатал плакат, на котором изображался снежный человек, обедающий с другими животными. Им также публиковались фотографии и фильмы, где снежный человек поедал лося, лягушек и кашу. По словам Майкла Уоллеса, его мама рассказывала о своём участии в некоторых розыгрышах, в том числе фотографировалась в костюме снежного человека. Согласно Червинскому, Рэй говорил ему, что фильм Паттерсона является мистификацией и заявлял, что именно он, Рэй, направил Паттерсона к Блафф-Крик. Червинский утверждал, что Рэю было известно, кто снят в этом фильме.
Известие о розыгрыше Уоллеса, которе он сделал в 1958 году, не повлияло на сторонников существования снежного человека, таких, как Лорен Коулмен и доктор Джефф Мельдрум, профессор анатомии университета Айдахо, обладающий коллекцией из 40-50 слепков больших следов. Коулмен писал: «Почему признанию лжеца верят, а к свидетельствам чудес относятся скептически? СМИ смешивают ложь и слухи с несколькими достоверными фактами, как и произошло с историей Уоллеса». Мельдрум утверждал, что при таком количестве следов все они не могут быть результатом розыгрыша. Роберт Тодд Кэрролл в связи с этим отмечал: «То же самое говорят и о большом количестве кругов на полях. Однако мистификаторы вряд ли откажутся от своих розыгрышей, если люди будут верить в преобладание честности».